# Astou Ndour
Pour les articles homonymes, voir Ndour.
Astou Ndour épouse Fall, née le 22 août 1994 à Dakar au (Sénégal) est une joueuse espagnole d'origine sénégalaise de basket-ball.

## Biographie
Elle est formée au club espagnol de Las Palmas et est élue meilleure espoir européen de l'année 2013. Ses statistiques 2014 de 17,3 points et 13,1 rebonds lui valent d'être nommée MVP du championnat à l'âge de 20 ans, puis de signer pour l'année suivante avec le club turc d'Euroligue de Fenerbahçe SK. 
Après deux saisons à Raguse, elle s'engage pour 2017-2018 avec le club turc de Çukurova.

## WNBA
Sélectionnée en 16e position de la draft WNBA 2014 par les Stars de San Antonio, elle rejoint le Texas fin juillet après le championnat d'Europe U20.
En 2017, elle est échangée par les Stars avec le Sky de Chicago contre la Brésilienne Clarissa Dos Santos. Absente de la saison WNBA 2017, elle est prolongée par la franchise de l'Illinois pour 2018.
Malgré une saison régulière 2021 moyenne (16 victoires - 16 défaites), elle parvient à remporter un titre de champion avec le Sky de Chicago qui s'impose en finales 3 à 1 face au Mercury de Phoenix,.

## Équipe nationale
En 2011, pour sa première sélection Astou Ndour est élue MVP du Championnat d'Europe 2011 féminin des 18 ans et moins où l'Espagne décroche la médaille de bronze puis en enchaine avec le Championnat du monde U19 où l'Espagne obtient une médaille d'argent.
À l'été 2013, elle joue le championnat du monde U19 et le championnat d'Europe U20. Avec les U19, l'Espagne obtient la quatrième place avec pour elle des statistiques de 17,8 points (2e du tournoi) et 9,8 rebonds (3e du tournoi). En U20, elle aide les Espagnoles à conquérir leur troisième titre continental consécutif et elle est élue MVP de la compétition.
Durant l'été 2014, elle dispute le championnat d'Europe U20 que l'Espagne perd en finale contre la France, mais est élue dans le meilleur cinq de la compétition (15,8 points et 8,9 rebonds).
Défaite en demi-finales par la France, l'Espagne obtient la médaille de bronze de l'Euro 2015 grâce à une victoire 74 à 58 face à la Biélorussie, dont  18 points et 7 rebonds de Ndour.
Sancho Lyttle blessée en WNBA peu avant le début de la compétition, elle peut participer aux Jeux olympiques d'été de 2016.
Lors de la coupe du monde 2018, l'équipe obtient la médaille de bronze, cette fois face à la Belgique.

## Clubs

### Europe
- 2010-2014 :  CB Islas Canarias
- 2014-2015 :  Fenerbahçe SK
- 2015-2016 :  Perfumerias Avenida Salamanque
- 2016-2018 :  Virtus Eirene Raguse
- 2018-2019 :  Çukurova BK Mersin
- 2019-2020 :  Dynamo Koursk
- 2020-2021 :  Hatay BB Antioche
- 2021-2022 :  Reyer Venise-Mestre
- 2022-2023 :  Famila Schio

### WNBA
- 2014, 2016 :  Stars de San Antonio
- 2018, 2019 :  Sky de Chicago
- 2020 :  Wings de Dallas
- 2021 :  Sky de Chicago
- 2024 :  Sun du Connecticut

## Palmarès
- Médaille d'or au Championnat d'Europe 2019 à Belgrade (Serbie)[18]
- Médaille de bronze à la coupe du monde 2018[17]
- Médaille d'argent aux Jeux olympiques de 2016[19]
- Médaille de bronze au championnat d'Europe 2015[15] en Hongrie et Roumanie
- Médaille d'argent au Championnat d'Europe 2014 des U20[14]
- Médaille d'or au Championnat d'Europe 2013 des U20[13]
- Médaille de bronze du Championnat d'Europe 2011 des U18[11]
- Quatrième au Championnat du monde de basket-ball féminin des moins de 19 ans 2013[20]
- Médaille d'argent au Championnat du monde de basket-ball féminin des moins de 19 ans 2011[12]
- Championne WNBA 2021[9]

## Distinctions personnelles
- Meilleure joueuse du Championnat d'Europe 2019 à Belgrade (Serbie)[21]
- Meilleur cinq du Championnat d'Europe U20 2014[14]
- MVP du championnat d'Espagne 2014[5]
- Meilleure espoir européen de l'année 2013[4]
- MVP du Championnat d'Europe 2013 des U20[13]
- Meilleur cinq du Championnat d'Europe U18 2011[10]
- Meilleur cinq du Championnat du monde U19 de 2013[22]
- Meilleur cinq du Championnat du monde U19 de 2011[23]